# Copa del Rey juvenil de fútbol 2012
La Copa del Rey juvenil de fútbol 2012 fue la 62.ª edición del campeonato juvenil, disputada entre el 12 de mayo de 2012 hasta el 23 de junio de 2012. El campeón fue el R. C. D. Español tras vencer por 1-0 al Málaga C. F. en la final.

## Octavos de final
| Equipo local ida      | Resultado | Equipo visitante ida | Ida | Vuelta |
| --------------------- | --------- | -------------------- | --- | ------ |
| Real Madrid C. F.     | 1 - 5     | C. D. Tenerife       | 0-3 | 1-2    |
| Real Sociedad         | 8 - 7     | Sporting de Gijón    | 4-4 | 4-3    |
| Racing de Santander   | 4 - 3     | Danok Bat C. F.      | 3-2 | 1-1    |
| Rayo Vallecano        | 2 - 5     | R. C. D. Espanyol    | 2-1 | 0-4    |
| Athletic Club         | 3 - 5     | F. C. Barcelona      | 3-3 | 0-2    |
| Valencia C. F. (g.v.) | 1 - 1     | F. C. Sevilla        | 0-0 | 1-1    |
| C. D. Roda            | 0 - 7     | Málaga C. F.         | 0-4 | 0-3    |
| Atlético de Madrid    | 8 - 6     | U. D. Las Palmas     | 5-2 | 3-4    |

## Cuartos de final
| Equipo local ida   | Resultado | Equipo visitante ida | Ida | Vuelta |
| ------------------ | --------- | -------------------- | --- | ------ |
| Valencia C. F.     | 1 - 3     | Málaga C. F.         | 1-0 | 0-3    |
| Real Sociedad      | 3 - 4     | F. C. Barcelona      | 0-2 | 3-2    |
| Atlético de Madrid | 4 - 3     | C. D. Tenerife       | 2-2 | 2-1    |
| R. C. D. Espanyol  | 1 - 0     | Racing de Santander  | 0-0 | 1-0    |

## Semifinal
| Equipo local ida   | Resultado | Equipo visitante ida     | Ida | Vuelta |
| ------------------ | --------- | ------------------------ | --- | ------ |
| Atlético de Madrid | 3 - 3     | R. C. D. Espanyol (g.v.) | 2-2 | 1-1    |
| Málaga C. F.       | 5 - 2     | F. C. Barcelona          | 3-0 | 2-2    |

## Final
| Final; 23 de junio de 2012, 12:00 (CEST) | Málaga C. F. | 0 - 1 | R. C. D. Espanyol | Valdebebas, Madrid                                           |                                                              |
|                                          |              |       | Héctor 47'        | Asistencia: 1.500 espectadores Árbitro(s): Miguel Ayza Gámez | Asistencia: 1.500 espectadores Árbitro(s): Miguel Ayza Gámez |

- Datos: Q30632097